# 陶 (绘画)
《陶》，又名《抱陶女》、《陶美人》，是中国画家谢楚余的油画作品，于1997年初完成，也是被盗版次数最多的油画作品。画中人物上身半裸（审查版本中加上了白色无肩带胸罩），下身裹白裙，双手怀抱着一个陶器。她的创作起源于青岛人、汕头人和混血儿等三位模特的特点。
《陶》的原作后来被香港的收藏家田煜收藏。